# Grand Prix Formule 1 van Monaco 1987
De Grand Prix Formule 1 van Monaco 1987 werd gehouden op 31 mei 1987 in Monaco.

## Verslag

### Kwalificatie
Tijdens de oefensessies botsten Michele Alboreto en Christian Danner, wat resulteerde in een zwaar ongeluk. De Ferrari werd in de lucht geworpen, maar landde toch nog op de baan. Danner werd aangewezen als de schuldige van het ongeluk en werd gediskwalificeerd voor de rest van het weekend, de eerste keer dat zoiets gebeurde. Er weerklonk in de paddock wel protest omdat er in het verleden gelijkaardige ongelukken waren gebeurd en Danner niet meer schuld aan het ongeluk had dan bij crashes in het verleden.
Nigel Mansell pakte de pole-position in de Williams, tweede Ayrton Senna in de Lotus en derde de andere Williams van Nelson Piquet.

### Race
Mansell pakte de leiding, voor Senna en Piquet. In de derde ronde crashte Philippe Streiff, net als in de Grand Prix van België, opnieuw zwaar. Mansell bouwde zijn leiding uit tot de 30ste ronde, maar kreeg problemen aan de turbo en moest opgeven. Hierdoor pakte Senna de eerste plaats en domineerde de rest van de race. Hiernaast pakte hij ook nog de snelste ronde.
Na de opgaves van Derek Warwick en Eddie Cheever kwam Jonathan Palmer in de Tyrrell op de vijfde plaats te rijden. Alain Prost moest twee ronden voor het einde opgeven met motorproblemen, terwijl hij op de derde plaats reed. Piquet werd tweede, voor Alboreto die derde werd. Gerhard Berger pakte de vierde plaats, Palmer scoorde zijn eerste WK-punten met zijn vijfde plaats en Ivan Capelli pakte het laatste puntje voor March.

## Uitslag
| Positie | Nummer | Rijder             | Team                   | Ronden | Tijd/Opgave         | Startplaats | Punten |
| ------- | ------ | ------------------ | ---------------------- | ------ | ------------------- | ----------- | ------ |
| 1       | 12     | Ayrton Senna       | Lotus-Honda            | 78     | 1:57:54.085         | 2           | 9      |
| 2       | 6      | Nelson Piquet      | Williams-Honda         | 78     | + 33.212            | 3           | 6      |
| 3       | 27     | Michele Alboreto   | Ferrari                | 78     | + 1:12.839          | 5           | 4      |
| 4       | 28     | Gerhard Berger     | Ferrari                | 77     | + 1 Ronde           | 8           | 3      |
| 5 (1)   | 3      | Jonathan Palmer    | Tyrrell-Ford           | 76     | + 2 Rondes          | 15          | 2      |
| 6 (2)   | 16     | Ivan Capelli       | March-Ford             | 76     | + 2 Rondes          | 19          | 1      |
| 7       | 9      | Martin Brundle     | Zakspeed               | 76     | + 2 Rondes          | 14          |        |
| 8       | 19     | Teo Fabi           | Benetton-Ford          | 76     | + 2 Rondes          | 12          |        |
| 9       | 1      | Alain Prost        | McLaren-TAG            | 75     | Motor               | 4           |        |
| 10      | 11     | Satoru Nakajima    | Lotus-Honda            | 75     | + 3 Rondes          | 17          |        |
| 11      | 25     | René Arnoux        | Ligier-Megatron        | 74     | + 4 Rondes          | 22          |        |
| 12      | 26     | Piercarlo Ghinzani | Ligier-Megatron        | 74     | + 4 Rondes          | 20          |        |
| 13 (3)  | 14     | Pascal Fabre       | AGS-Ford               | 71     | + 7 Rondes          | 24          |        |
| NF      | 18     | Eddie Cheever      | Arrows-Megatron        | 59     | Oververhitting      | 6           |        |
| NF      | 17     | Derek Warwick      | Arrows-Megatron        | 58     | Versnellingsbak     | 11          |        |
| NF      | 2      | Stefan Johansson   | McLaren-TAG            | 57     | Motor               | 7           |        |
| NF      | 30     | Philippe Alliot    | Larrousse-Ford         | 42     | Motor               | 18          |        |
| NF      | 7      | Riccardo Patrese   | Brabham-BMW            | 41     | Elektrisch probleem | 10          |        |
| NF      | 21     | Alex Caffi         | Osella-Alfa Romeo      | 39     | Elektrisch probleem | 16          |        |
| NF      | 8      | Andrea de Cesaris  | Brabham-BMW            | 38     | Ophanging           | 21          |        |
| NF      | 5      | Nigel Mansell      | Williams-Honda         | 29     | Turbo               | 1           |        |
| NF      | 24     | Alessandro Nannini | Minardi-Motori Moderni | 21     | Elektrisch probleem | 13          |        |
| NF      | 4      | Philippe Streiff   | Tyrrell-Ford           | 9      | Ongeluk             | 23          |        |
| NF      | 20     | Thierry Boutsen    | Benetton-Ford          | 5      | Transmissie         | 9           |        |
| DQ      | 10     | Christian Danner   | Zakspeed               |        | Uitgesloten         |             |        |
| DNS     | 23     | Adrián Campos      | Minardi-Motori Moderni | 0      |                     | 0           |        |

- De nummers tussen haakjes zijn de plaatsen voor de Jim Clark-trofee.

## Statistieken
| Pole-position | Nigel Mansell | Williams-Honda | 1:23.039 |
| Snelste ronde | Ayrton Senna  | Lotus-Honda    | 1:27.685 |

## Noot
- Dit was de vijfde snelste ronde en de vijfde Grand Prix-winst voor Ayrton Senna.
- Dit was de 100ste en 101ste podiumplaats voor een Braziliaanse coureur.
- Alain Prost was na afloop van dit Grand Prix-weekend voor de 42ste keer de leider van het wereldkampioenschap en hiermee vestigde hij een nieuw record. Hij verbrak het oude record van Niki Lauda (41), gevestigd tijdens de Grote Prijs van Portugal van 1984.

1929 · 1930 · 1931 · 1932 · 1933 · 1934 · 1935 · 1936 · 1937 · 1948 · 1950 · 1955 · 1956 · 1957 · 1958 · 1959 · 1960 · 1961 · 1962 · 1963 · 1964 · 1965 · 1966 · 1967 · 1968 · 1969 · 1970 · 1971 · 1972 · 1973 · 1974 · 1975 · 1976 · 1977 · 1978 · 1979 · 1980 · 1981 · 1982 · 1983 · 1984 · 1985 · 1986 · 1987 · 1988 · 1989 · 1990 · 1991 · 1992 · 1993 · 1994 · 1995 · 1996 · 1997 · 1998 · 1999 · 2000 · 2001 · 2002 · 2003 · 2004 · 2005 · 2006 · 2007 · 2008 · 2009 · 2010 · 2011 · 2012 · 2013 · 2014 · 2015 · 2016 · 2017 · 2018 · 2019 · 2020 · 2021 · 2022 · 2023 · 2024 · 2025